# Neófytos Sakellarídis-Mángouras
Neófytos Sakellarídis-Mángouras (en grec moderne : Νεόφυτος Σακελλαρίδης-Μάγκουρας), né le 31 janvier 1989 à Denver aux États-Unis, est un coureur cycliste grec.

## Palmarès sur route

### Par année
- 2008
  -  Champion de Grèce du contre-la-montre espoirs
- 2009
  -  Champion de Grèce du contre-la-montre espoirs
  - Aegina Tour
  -  Médaillé de bronze au championnat des Balkans du contre-la-montre
- 2010
  -  Champion de Grèce du contre-la-montre par équipes
  - 3e du championnat de Grèce du contre-la-montre espoirs
  - 3e du championnat de Grèce sur route
- 2011
  - 2e du championnat de Grèce du contre-la-montre espoirs
  - 2e du championnat de Grèce sur route
- 2012
  - Hellenic Road Cup
  - 3e du championnat de Grèce du contre-la-montre
- 2013
  - 2e du championnat de Grèce du contre-la-montre
  -  Médaillé de bronze au championnat des Balkans du contre-la-montre
- 2014
  - 3e du championnat de Grèce du contre-la-montre
- 2015
  - 2e du championnat de Grèce du contre-la-montre

### Classements mondiaux
| Année           | 2014 |
| --------------- | ---- |
| UCI Europe Tour | 790e |

## Palmarès sur piste

### Championnats du monde
- Copenhague 2010
  - 13e du scratch
  - 25e de la poursuite individuelle

### Championnats des Balkans
- 2013
  -  Champion des Balkans de poursuite individuelle
  -  Champion des Balkans de poursuite par équipes (avec Panagiótis Chatzákis, Dimítris Polydorópoulos et Vasileios Simantirákis)

### Championnats nationaux
- 2008
  - 2e du championnat de Grèce de poursuite
- 2011
  - 2e du championnat de Grèce de poursuite par équipes
  - 2e du championnat de Grèce du scratch
  - 3e du championnat de Grèce de l'américaine
- 2012
  -  Champion de Grèce de poursuite par équipes (avec Geórgios Karátzios, Dimítris Polydorópoulos et Panagiótis Chatzákis)
  - 3e du championnat de Grèce du scratch
- 2013
  - 3e du championnat de Grèce de l'américaine
- 2014
  -  Champion de Grèce de poursuite par équipes (avec Geórgios Karátzios, Panagiótis Sifákis et Panagiótis Karavinákis)